# Луї Фріан
Луї Фріан (*Louis Friant, 18 вересня 1758 — 24 червня 1829) — французький генерал часів Першої імперії, граф, пер Франції.

## Життєпис
Народився 1758 року в містечку Морланкур. Був сином П'єра Фріана, торгівця свічами. Спочатку навчався у школі Ам'єна. Після її закінчення вирішив обрати військову кар'єру. Тому 1781 році переїздить до Парижа, де поступає на службу до Королівської гвардії. У 1782 році отримує звання капрала, проте у 1787 році подає у відставку. Вітав революцію у Франції. У 1789 році вступив до Національної гвардії. Незабаром воював у Мозельській армії. У 1792 році обирається підполковником. Брав участь у численних битвах 1794 року: при Арлоні, Шарлеруа, Флерюсі. Того ж року призначається начальником штабу генерала Шерера. 3 серпня 1794 року отримує звання бригадного генерала. Незабаром після цього воює у складі Рейнсько-Мозельської та Самбро-Мааської армій.
У 1796 році у складі дивізії Бернадота Луї Фріан воює в Італійській армії. Відзначився при цьому у битвах при Тальяменто та Лайбасі. В Єгипетській кампанії 1798–1801 років командував бригадою дивізії генерала Дезе. Проявив завзяття у битві біля Пірамід, Седимані, Саманхе. За свої успіхи у 1799 році отримує звання дивізійного генерала. В Єгипті Фріан залишався до 1801 року.
У 1803 році призначається очільником однієї з трьох дивізій маршала Даву. У 1805 році відзначився у битві під Аустерліцем. За це Наполеон I нагородив Фріана великим орлем Ордену Почесного легіону. Під час військових кампаній 1806 й 1807 років відзначився також у битвах під Ауерштедтом, Голиміні, Ейлау. У 1808 році отримує титул графа Імперії. У 1809 році відзначився у битвах під Екмюле, Регенсбургом, Еслінгом та Ваграмом.
У ході військової кампанії 1812 року проти Росії командував дивізією 1-го корпусу маршала Даву. Звитяжив у битвах під Смоленськом та Бородіно. Під час останньої був двічі поранений (за своє геройство отримав почесне звання полковника Старої гвардії). Тому вимушений був здати командування й вже у 1813 році повернутися до Франції.
У 1813 році Луї Фріан отримує придворне звання камергера двору. Згодом знову у складі армії на чолі 4-ї дивізії Молодої гвардії. Добре проявив себе у битвах під Дрезденом й Ханау. У військовій кампанії 1814 року Луї Фріан був учасником найбільш важливіших битв.
Під час першої реставрації Бурбонів стає кавалером ордену Святого Людовика, 1-м полковником піших гренадер. Втім під час Ста днів Фріан підтримав Наполеона Бонапарта. За це 2 червня 1815 року стає пером Франції. У битві під Ватерлоо командував 1-ю піхотною дивізією Старої гвардії. Після падіння Наполеона Бонапарта вдруге, Луї Фріана відправлено у відставку. Помер він 24 червня 1829 року.

## Родина
Дружина — Луїза-Шарлота Леклер.
Діти:
- Жан-Франсуа (1790–1867), командувач Національної гвардії у 1838 році